# Modolești (Alsóvidra község)
Modolești falu Romániában, Erdélyben, Fehér megyében. Közigazgatásilag Alsóvidra községhez tartozik.

## Fekvése
Alsóvidra közelében fekvő település.

## Története
Modoleşti az Erdélyi-középhegységben, Alsóvidrához tartozó mócok lakta, a hegyoldalakon elszórtan fekvő pár házas falvak egyike, amely korábban Alsóvidra része volt. 1956 körül vált külön településsé 97 lakossal.
1966-ban 85, 1977-ben 77, 1992-ben 34, a 2002-es népszámláláskor 21 román lakosa volt.